# Автовіа A-6
Автовіа A-6 або Автомагістраль AP-6 (також називається Autovía del Noroeste) (гал. Autovía do Noroeste) — іспанський маршрут автовіа та автомагістраль, який починається в Мадриді та закінчується в Артейшо (Ла-Корунья).
Платна дорога АP-6 від Кольядо-Вільяльба до Аданеро має загальну довжину 72,19 км. Він включає одну з найважливіших інженерних робіт на всій автомагістралі, тритрубний тунель під Сьєрра-де-Гвадаррама.

## Ділянки
| # | Від               | до                | Довжина   | Назва |
| - | ----------------- | ----------------- | --------- | ----- |
| 1 | Мадрид            | Кольядо-Вільяльба | 41,79 км  | А-6   |
| 2 | Кольядо-Вільяльба | Аданеро           | 72.19 км  | АP-6  |
| 3 | Аданеро           | Медіна-дель-Кампо | 51.29 км  | А-6   |
| 4 | Медіна-дель-Кампо | Бенавенте         | 107,65 км | А-6   |
| 5 | Бенавенте         | Асторга           | 65,57 км  | А-6   |
| 6 | Асторга           | Понферрада        | 65.05 км  | А-6   |
| 7 | Понферрада        | Баамонде          | 140,26 км | А-6   |
| 8 | Баамонде          | Артейшо           | 74,33 км  | А-6   |

## Великі міста які перетнає A-6

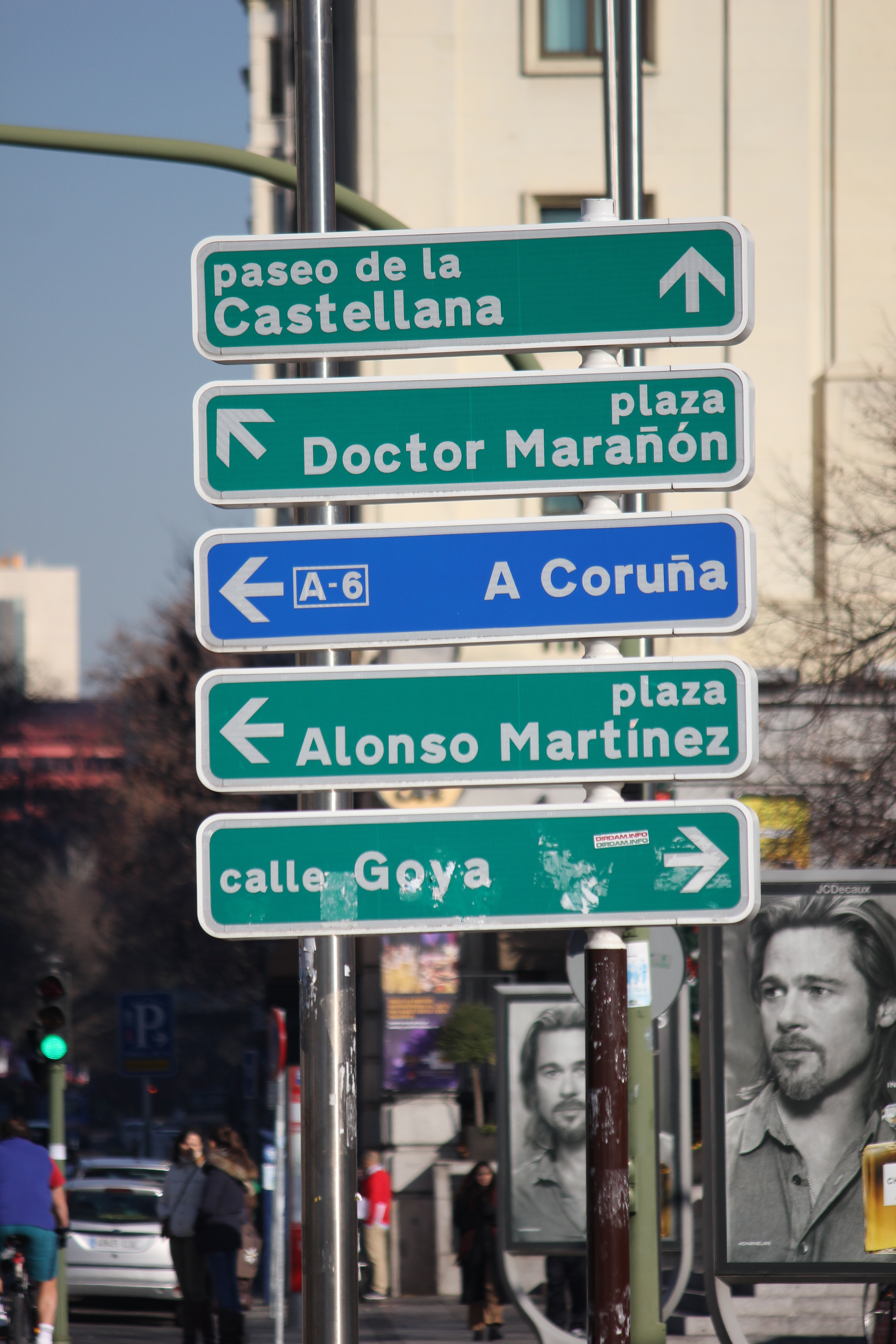
Знак на автовіа A-6 у центрі Мадрида

- Мадрид
- Кольядо Вільялба
- Медіна-дель-Кампо
- Тордесільяси
- Бенавенте
- Асторга
- Понферрада
- Луго
- Бетансос
- Корунья
- Артейхо